# Ciclo de la pobreza

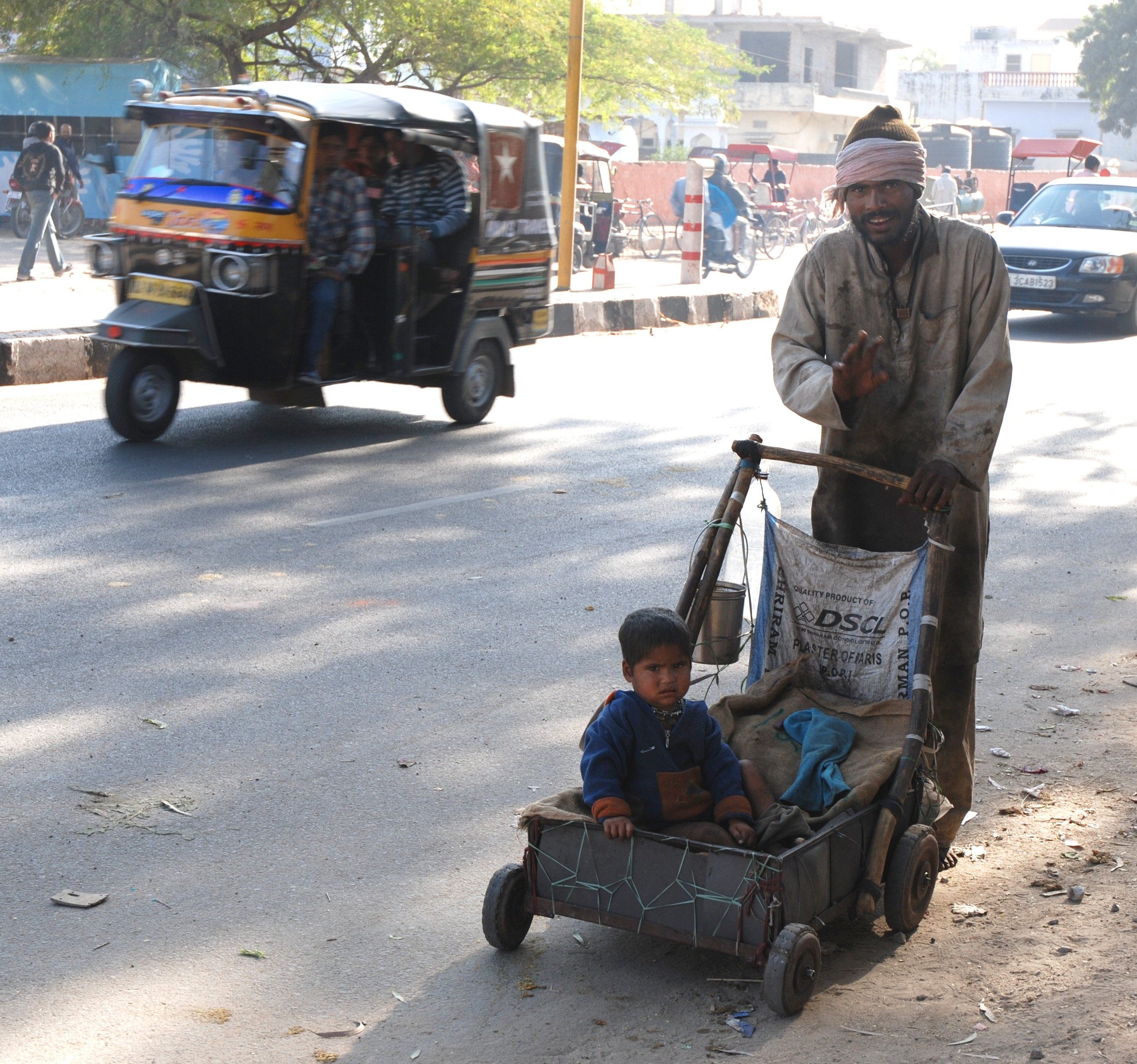
Padre e hijo inmersos en la pobreza por los límites de oportunidades que los obliga vivir en la calle.

En economía, el ciclo de la pobreza es el "conjunto de factores o eventos por los cuales la pobreza, una vez iniciada, es probable que continúe a menos que haya una intervención exterior".
El ciclo de la pobreza se ha definido como un fenómeno en el que las familias pobres se quedan atrapadas en la pobreza por lo menos tres generaciones, es decir, por el tiempo suficiente como para que la familia no tenga ancestros supervivientes que posean y puedan transmitir el desarrollo intelectual, social y capital cultural necesario para salir o mantenerse al margen de la pobreza. En los cálculos de duración esperada de la generación y esperanza de vida de los ancestros, el menor promedio de edad de los padres en estas familias se compensa con las esperanzas de vida más cortas en muchos de estos grupos.
Estas familias tienen recursos muy limitados o inexistentes. Hay muchos inconvenientes que trabajan colectivamente en un proceso circular, por lo que es prácticamente imposible para las personas romper el ciclo. Esto ocurre cuando los pobres no tienen los recursos necesarios para salir de la pobreza, tales como el capital financiero, la educación o contactos. En otras palabras, la pobreza de las personas afectadas experimentan desventajas como consecuencia de su situación de pobreza, lo que a su vez aumenta su pobreza. Esto significaría que los pobres siguen siendo pobres toda su vida. Este ciclo también ha sido referido como un "patrón" de los comportamientos y situaciones que no son fáciles de cambiar.
El ciclo de la pobreza generalmente se llama "trampa de desarrollo" cuando se aplica a los países en general.
Ruby K. Payne, autora de A Framework for Understanding Poverty, distingue entre la situación de pobreza, que en general se remonta a un incidente específico durante la vida de la persona o miembros de la familia en la pobreza, y la pobreza generacional, que es un ciclo que pasa de una generación a otra, y argumenta que la pobreza generacional tiene su propia cultura y patrones de creencias.

## Causas del ciclo
Un trabajo de investigación de 2002 titulado «El efecto cambiante de los antecedentes familiares en los ingresos de los adultos estadounidenses» analiza los cambios en los factores determinantes de los ingresos familiares entre 1961 y 1999, se centra en el efecto de los padres la educación, el rango de trabajo, ingresos , estado civil, número de hijos , la región de residencia, raza y etnia . El papel presenta un marco simple para pensar en la forma de fondo de la familia afecta a la familia y de los niños de ingresos, resume las investigaciones previas sobre las tendencias en la herencia intergeneracional en los Estados Unidos, se describen los datos utilizados como base para la investigación que describe, analiza las tendencias de la desigualdad entre los padres, describe cómo los efectos de la desigualdad de los padres ha cambiado entre 1961 y 1999, contrasta los efectos en la parte superior e inferior de la distribución, y se analiza si correlaciones entre generaciones de cero sería deseable. El documento concluye planteando la cuestión de si la reducción de la correlación intergeneracional es una estrategia eficaz para la reducción de la pobreza o la desigualdad. Al mejorar las habilidades de los niños desfavorecidos es relativamente fácil, es una estrategia atractiva. Sin embargo, a juzgar por la experiencia estadounidense desde la década de 1960, la mejora de las habilidades de los niños desfavorecidos no es nada fácil. Como resultado, el documento sugiere, probablemente hay formas más baratas y más fáciles de reducir la pobreza y la desigualdad, como complementar los salarios de los pobres o de cambiar la inmigración política de modo que hace bajar los salarios relativos de expertos en lugar de los trabajadores no calificados. Estas estrategias alternativas no reducirían correlaciones intergeneracionales, sino que reduciría la brecha económica entre los niños que empezaron la vida con todas las desventajas en lugar de todas las ventajas.